# بی‌تی-۱۲ سوفومور
بی‌تی-۱۲ سوفومور (به انگلیسی: Fleetwings_BT-12_Sophomore) یک هواگرد ملخ‌پیشین تک‌موتوره از نوع پایه آموزشی ساخت شرکت Fleetwings است. هواگرد بی‌تی-۱۲ سوفومور نخستین پروازش را در ۱۹۳۹ میلادی انجام داد. در مجموع، تعداد ۲۵ فروند از این هواگرد ساخته شده‌است.